# Bee Gees Run To Me (EP5)

## Közreműködők
- Barry Gibb – ének, gitár
- Maurice Gibb – ének, gitár, zongora, orgona, basszusgitár
- Robin Gibb – ének
- stúdiózenekar Bill Shepherd vezényletével

## A lemez dalai
- I Started a Joke (Barry, Robin és Maurice Gibb) (1968), mono 3:03 , ének: Robin Gibb
- Run To Me (Barry, Robin és Maurice Gibb) (1972), stereo 3:05, ének: Barry Gibb, Robin Gibb
- Words (Barry, Robin és Maurice Gibb) (1967), mono 3:13, ének: Barry Gibb
- Don’t Forget to Remember (Barry és Maurice Gibb) (1969), stereo 3:27, ének: Barry Gibb

## Top 10 helyezés
- I Started a Joke: 1.: Ausztrália, Új-Zéland, Kanada 2.: Dél-afrikai Köztársaság 3.: Hollandia 4.: Franciaország, 5.: Chile 6.: Amerika
- Run To Me: 3.: Ausztrália, Dél-afrikai Köztársaság, 5.: Olaszország, Új-Zéland, 6.: Kanada, 7.: Írország, 8.: Spanyolország, 9.: Egyesült Királyság
- Words: 1.: Németország, Hollandia, Chile, 4.: Kanada, 7.: Norvégia, 8.: Egyesült Királyság, 9.: Franciaország, Új-Zéland
- Don’t Forget to Remember: 1.: Hollandia, Új-Zéland, Írország, Dél-afrikai Köztársaság, 2.: Egyesült Királyság, Norvégia, Chile, 9.: Németország, 10.: Ausztrália